# Leine-Center Laatzen
Das Leine-Center Laatzen ist ein am 8. November 1973 eröffnetes Einkaufszentrum in Laatzen, südlich von Hannover.

## Beschreibung
Im Leine-Center befinden sich auf zwei Ebenen ca. 80 Fachgeschäfte aus unterschiedlichen Branchen wie Mode, Sport, Gesundheit und Lebensmittel sowie Cafés und Schnellimbisse. Die gesamte Verkaufsfläche des Centers beträgt 39.000 m². Diverse Geschäfte haben seit den letzten beiden Verkäufen des Centers ihren Standort aufgegeben.

## Geschichte
2011 wurde das Center von den Investoren THI Holding und Adler-Immobilien Investment für 50 Mio. Euro um einen Südflügel mit 14.000  m² erweitert. Im Frühjahr 2013 übernahm CBRE für 117 Mio. Euro das komplette Leine-Center Laatzen. Betrieben wurde das Center zunächst weiterhin vom Hamburger Unternehmen ECE Projektmanagement. Im April 2018 wechselte der Betrieb zur mfi Shopping Center Management GmbH, Part of the Unibail-Rodamco-Westfield Group. Seit dem 1. April 2023 betreibt die CM Immobilienmanagement GmbH das Objekt.
Das Passantenaufkommen des Centers lag 2008 laut Wall GmbH bei rund 25.000 Besuchern pro Tag und reduzierte sich laut einer Erhebung von ECE im Jahre 2016 auf rund 19.100 Besucher. Ca. 850 Angestellte arbeiten im Leine-Center (Stand: Januar 2016).

## Erreichbarkeit und Infrastruktur
Das Leine-Center verfügt über ca. 1.400 Pkw- und ca. 100 Fahrradstellplätze.  Mit den öffentlichen Verkehrsmitteln erreicht man das Einkaufszentrum mit der Stadtbahnlinie 1 sowie mit Linienbussen Nr. 340, 341, 346, 348 und 390 (mit letzterem nur an Schultagen).